# George Hainsworth
George Hainsworth (Toronto, Ontario, 26 de junio de 1895 - 9 de octubre de 1950) fue un portero profesional canadiense de hockey sobre hielo que jugó para los Montreal Canadiens y Toronto Maple Leafs en la Liga Nacional de Hockey (NHL).

## Récords
- Él es el líder de todos los tiempos en los shutouts profesionales con 104.
- Sus 94 goles son los terceros en la lista de todos los tiempos de la NHL, detrás de los 96 de Martin Brodeur y los 103 de Terry Sawchuk.
- Tiene las metas profesionales más bajas contra el promedio empatado con Alex Connell.
- Mantiene el récord de una sola temporada de derribos con 22 derribos, una marca que probablemente nunca será tocada.

## Otros sitios web
- Estadísticas y biografía de Hainsworth en Hockeygoalies.org

- Datos: Q1354292
- Multimedia: George Hainsworth / Q1354292